# ゼブラ・キッド
ザ・ゼブラ・キッド（The Zebra Kid）ことジョージ・ボラス（George A. Bollas、1923年9月19日 - 1977年1月28日）は、アメリカ合衆国のプロレスラー。オハイオ州ウォーレン出身。
そのリングネームの通り、シマウマの縞模様が施されたマスクとコスチュームを身にまとった巨漢の悪役覆面レスラーとして、1940年代末から1960年代にかけて活躍した。

## 来歴
ハイスクールではアメリカンフットボールの選手だったが、オハイオ州立大学入学後、増えた体重を活かすためにレスリングに転向。1946年にNCAAのヘビー級選手権を制した。在学中もオハイオ地区のプロレス興行に "The Mystery Man" として素顔を隠して出場していたが、1947年より大学を中退して本格的にプロデビューを果たし、グリーク・ハーキュリーズ（The Greek Hercules）、ダーク・シークレット（The Dark Secret）などのリングネームでニューヨークやノースカロライナを転戦。1948年、彼の肉体に刻まれた特徴的な肉割れがシマウマの柄を思わせたことから、プロモーターのジャック・フェファーの発案によって覆面レスラーのゼブラ・キッド（The Zebra Kid）に変身。覆面からマントにいたるまで、すべて縞模様のコスチュームに身を包んだ奇抜なスタイルで注目を集めた。
1949年7月7日、バディ・ロジャースを破り、地元オハイオ版の世界ヘビー級王座を獲得。1951年11月8日にはトレドにてルー・テーズのNWA世界ヘビー級王座に挑戦した。以降、ロサンゼルス、サンフランシスコ、ハワイから南半球のオーストラリアやニュージーランドまで各地を転戦。ヒールとして観客の憎悪の的となっていたため、1957年7月13日にコロンバスで黒人スターのベアキャット・ライトと対戦した際は、試合後に駐車場で暴徒化したファンの集団に襲われたことがある。1959年には、後のWWWFの前身団体であるニューヨークのNWAキャピトル・レスリングにてジョニー・バレンタインと抗争した。
1961年、日本プロレスに来日。覆面に凶器を忍ばせて頭突きを放つなどの悪党ぶりを日本でも発揮し、11月7日に大阪府立体育館で力道山の持つインターナショナル・ヘビー級王座に挑戦したが、反則攻撃に怒った力道山に覆面を切り裂かれカウントアウト負けを喫した。11月9日には名古屋市金山体育館にて、ドン・マノキャンと組んで力道山&豊登のアジアタッグ王座にも挑戦している。
その後、テキサス地区などを経て1964年に渡欧し、イギリスに移住。ヨーロッパでは興行活動にも携わり、1965年には両親の出身地でもあるギリシャのアテネで自身とジョージ・ゴーディエンコの試合をプロモートし、1万5000人の観衆の前でゴーディエンコから勝利を収めた。同じくアテネでギリシャ人レスラーのスパイロス・アリオンと対戦した際は、2万人を超す大観衆を動員したという。しかし、共同事業者の親類との間で利益配分を巡るトラブルが生じ、プロモート事業は頓挫。1968年、ドイツで目を負傷したこともあり、帰米してオハイオに戻り現役を引退した。
1977年1月28日、53歳で死去。1965年に自殺説が流れたが誤報であった（拳銃で撃たれ死亡したというニュースが伝わったこともある）。
なお、彼のリタイア後も「ゼブラ・キッド」を名乗るレスラーが各地で現れたが、いずれもオリジナルのジョージ・ボラスほどの活躍を果たすことはできなかった。日本にも1976年4月、国際プロレスにゼブラ・キッドと称する覆面レスラーが登場したが、正体はスタンピード・レスリングで活動していたカナダ出身のパディ・ライアン（アール・パトリック・フリードマン）だった。また、メキシコにも同名の選手が存在する。

## 得意技
- フライング・ボディ・プレス[4]
- 凶器入り覆面ヘッドバット[8]

## 獲得タイトル
シングル
- 世界ヘビー級王座（ジャック・フェファー版）[12]
- NWAビート・ザ・チャンプTV王座[13]
- NWAハワイ・ヘビー級王座[14]
- オハイオ・ヘビー級王座[15]
- NWAテキサス・ブラスナックル王座（東テキサス版）[16]

タッグ
- NWA太平洋岸タッグ王座（サンフランシスコ版）（w / ハンス・シュナーベル）[17]
- WWAインターナショナルTVタッグ王座（w / マイク・シャープ）[18]